# علي محمود العبادي
علي محمود العبادي (مواليد 3 يناير 1983 في محافظة القاهرة، مصر) هو كاتب مصري. نشرت له رواية «بنت الجنوب» والتي تتناول أحدث أسرة من صعيد مصر استقرت في إحدى الأحياء القديمة، واستطاعت أن تحقق النفوذ والسلطة.

## تعليمه
حصل على ليسانس الآداب من جامعة جنوب الوادي فرع سوهاج عام 2004، كما حصل على دبلوم عام في التربية عام 2005، ودبلوم خاص في الدراسات الأفريقية قسم الجغرافيا.

## حياته العملية
يعمل العبادي مدرسًا لمادة الجغرافيا. وهو عضو في الجمعية الجغرافية المصرية، وعضو في جمعية تنمية الإنسان والبيئة في أفريقيا، وعضو في جمعية الأدباء الآسيويين والأفارقة.

## مؤلفاته
- «بنت الجنوب» (رواية)، 2015
- «نشأة المدن المصرية على ضفاف النيل»، 2016[5][6]

## جوائز
- المركز الثاني، دار سعاد الصباح بالكويت، عن كتاب «نشوء المدن العربية على ضفاف الأنهار»